# 桂久徴
桂 久徴（かつら ひさあきら、生没年不詳）は、幕末の薩摩藩士。桂久柱（久佳とも）の子。通称・岩次郎、太郎兵衛。
兄久視の跡を継いで一所持桂家を相続した。また継嗣として安政2年（1855年）日置家島津久風の五男久武を迎えて、家督を継がせている。